# Francesco Ciampi
Francesco Ciampi (* 1690 in Pisa; † nach 1764 in Rom) war ein italienischer Violinist und Komponist.
Francesco Ciampi diente zuerst als Violinist, dann als Kapellmeister am Hofe des Herzogs von Massa, Alderamo Cybo-Malaspina. Am 3. Juli 1719 wurde Ciampi in die renommierte Accademia Filarmonica in Bologna aufgenommen. Ab 1735 wurde er Kapellmeister in Rom, an der inzwischen zerstörten Kirche „Sant’Angelo Custode“. Nach 1764 gibt es keine Notizen mehr über ihn.

## Opern
- Sononisha (Libretto G. M. Tommasi, 1715, Livorno)
- Tamerlano (1716, Massa)
- Timocrate (1716, Massa)
- Teuzzone (Libretto Apostolo Zeno, 1717, Massa)
- L’amante ravveduto (intermezzo pastorale per musica, Libretto A. Zaniboni, 1725, Bologna)
- Ciro (Libretto Pietro Pariati, 1726, Mailand)
- Lucio Vero (1726, Mantua)
- Zenobia (1726, Mantua)
- Onorio (1729, Venedig)
- Demofoonte (Libretto Pietro Metastasio, 1735, Rom)